# Anapausis floricola
Anapausis floricola är en tvåvingeart som beskrevs av Chandler 1999. Anapausis floricola ingår i släktet Anapausis och familjen dyngmyggor. Inga underarter finns listade i Catalogue of Life.